# Daphne Arden
Daphne Arden (29 dicembre 1941) è un'ex velocista britannica.

## Palmarès
- Giochi olimpici

Tokyo 1964: bronzo nella staffetta 4×100 metri.